# Grand Prix moto d'Ulster 1953
Le Grand Prix moto d'Ulster 1953 est la sixième manche du Championnat du monde de vitesse moto 1953. La compétition s'est déroulée le 13 et 15 août 1953 sur le Circuit de Dundrod dans le Comté d'Antrim (Irlande). C'est la 25e édition du Grand Prix moto d'Ulster et la 5e édition comptant pour le championnat du monde.

## Résultats des 500 cm³
| Pos | Pilote             | Moto      | Temps/Écart       | Points |
| --- | ------------------ | --------- | ----------------- | ------ |
| 1   | Ken Kavanagh       | Norton    | 2 h 28 min 38 s 0 | 8      |
| 2   | Geoff Duke         | Gilera    | + 53 s 0          | 6      |
| 3   | Jack Brett         | Norton    | + 1 min 25 s 0    | 4      |
| 4   | Reg Armstrong      | Gilera    | + 3 min 34 s 0    | 3      |
| 5   | Derek Farrant      | AJS       | + 5 min 02 s 0    | 2      |
| 6   | Ken Mudford        | Norton    | + 1 tour          | 1      |
| 7   | Rod Coleman        | AJS       | + 1 tour          |        |
| 8   | Louis Carter       | Norton    | +2 tours          |        |
| 9   | Charlie Salt       | BSA       | +3 tours          |        |
| 10  | Harry Pearce       | Matchless | +3 tours          |        |
| 11  | Leslie Dear        | Norton    | +3 tours          |        |
| 12  | Ken Harwood        | AJS       | +3 tours          |        |
| 13  | Douglas Sides      | Velocette | +3 tours          |        |
| 14  | Jack Bailey        | Norton    | +3 tours          |        |
| 15  | Leonard Williams   | Norton    | +3 tours          |        |
| 16  | Arthur Wheeler     | Matchless | +3 tours          |        |
| 17  | Sparks Campbell    | Norton    | +3 tours          |        |
| 18  | Ernie Oliver       | Norton    | +3 tours          |        |
| 19  | Reginald MacDonald | AJS       | +5 tours          |        |
| 20  | Jimmy Hayes        | AJS       | +5 tours          |        |
| 21  | ...                | ...       |                   |        |

## Résultats des 350 cm³
| Pos | Pilote            | Moto      | Temps             | Points |
| --- | ----------------- | --------- | ----------------- | ------ |
| 1   | Ken Mudford       | Norton    | 2 h 28 min 18 s 0 | 8      |
| 2   | Bob McIntyre      | AJS       |                   | 6      |
| 3   | Rod Coleman       | AJS       |                   | 4      |
| 4   | Harry Pearce      | Velocette |                   | 3      |
| 5   | Malcolm Templeton | AJS       |                   | 2      |
| 6   | Ken Harwood       | AJS       |                   | 1      |
| 7   | ...               | ...       |                   |        |

## Résultats des 250 cm³
| Pos | Pilote            | Moto       | Temps            | Points |
| --- | ----------------- | ---------- | ---------------- | ------ |
| 1   | Reg Armstrong     | NSU        | 2 h 16 min 3 s 0 | 8      |
| 2   | Werner Haas       | NSU        |                  | 6      |
| 3   | Fergus Anderson   | Moto Guzzi |                  | 4      |
| 4   | Enrico Lorenzetti | Moto Guzzi |                  | 3      |
| 5   | Otto Daiker       | NSU        |                  | 2      |
| 6   | Arthur Wheeler    | Moto Guzzi |                  | 1      |
| 7   | ...               | ...        |                  |        |

## Résultats des 125 cm³
| Pos | Pilote         | Moto      | Temps         | Points |
| --- | -------------- | --------- | ------------- | ------ |
| 1   | Werner Haas    | NSU       | 59 min 26 s 0 | 8      |
| 2   | Cecil Sandford | MV Agusta |               | 6      |
| 3   | Reg Armstrong  | NSU       |               | 4      |
| 4   | Otto Daiker    | NSU       |               | 3      |
| 5   | Tito Forconi   | MV Agusta |               | 2      |
| 6   | Karl Lottes    | MV Agusta |               | 1      |
| 7   | ...            | ...       |               |        |

## Résultats des side-cars
| Pos  | Pilote             | Passager           | Moto   | Temps       | Points |
| ---- | ------------------ | ------------------ | ------ | ----------- | ------ |
| 1    | Cyril Smith        | Les Nutt           | Norton | 57 min 12 s | 8      |
| 2    | Peter 'Pip' Harris | Ray Campbell       | Norton |             | 6      |
| 3    | Jacques Drion      | Inge Stoll-Laforge | Norton |             | 4      |
| 4    | Trevor Bounds      | Rob Kings          | Norton |             | 3      |
| 5    | Fron Purslow       | Dave Key           | BSA    |             | 2      |
| Abd. | ...                | ...                | ....   | Abandon     |        |